# Malgrate
Malgrate là một đô thị ở tỉnh Lecco, trong vùng Lombardia của Ý. Malgrate và Lecco bị chia cắt về mặt địa lý bởi hồ Como. Dân số đô thị này tại thời điểm 31 tháng 12 năm 2004 là 4.233 người.
Malgrate giáp các đô thị: Galbiate, Lecco, Valmadrera.